# Abadia de Bury St Edmunds

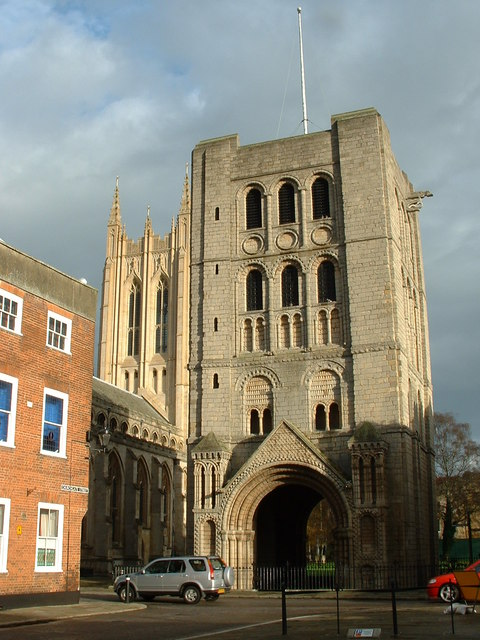
A Torre Normanda, um portal e campanário em frente à nova torre da catedral

A Abadia de Bury St Edmunds foi um dos mais ricos mosteiros beneditinos da Inglaterra, até a Dissolução dos Mosteiros em 1539. Fica na cidade que cresceu ao seu redor, Bury St Edmunds, no condado de Suffolk, Inglaterra. Foi um centro de peregrinação como local de sepultamento do rei mártir anglo-saxão Santo Edmundo, morto pelo Grande Exército Pagão dos danos em 869. As ruínas da igreja da abadia e da maioria dos outros edifícios são meros núcleos de entulho, mas duas portas medievais muito grandes sobreviveram, bem como duas igrejas medievais secundárias construídas dentro do complexo da abadia.

## História

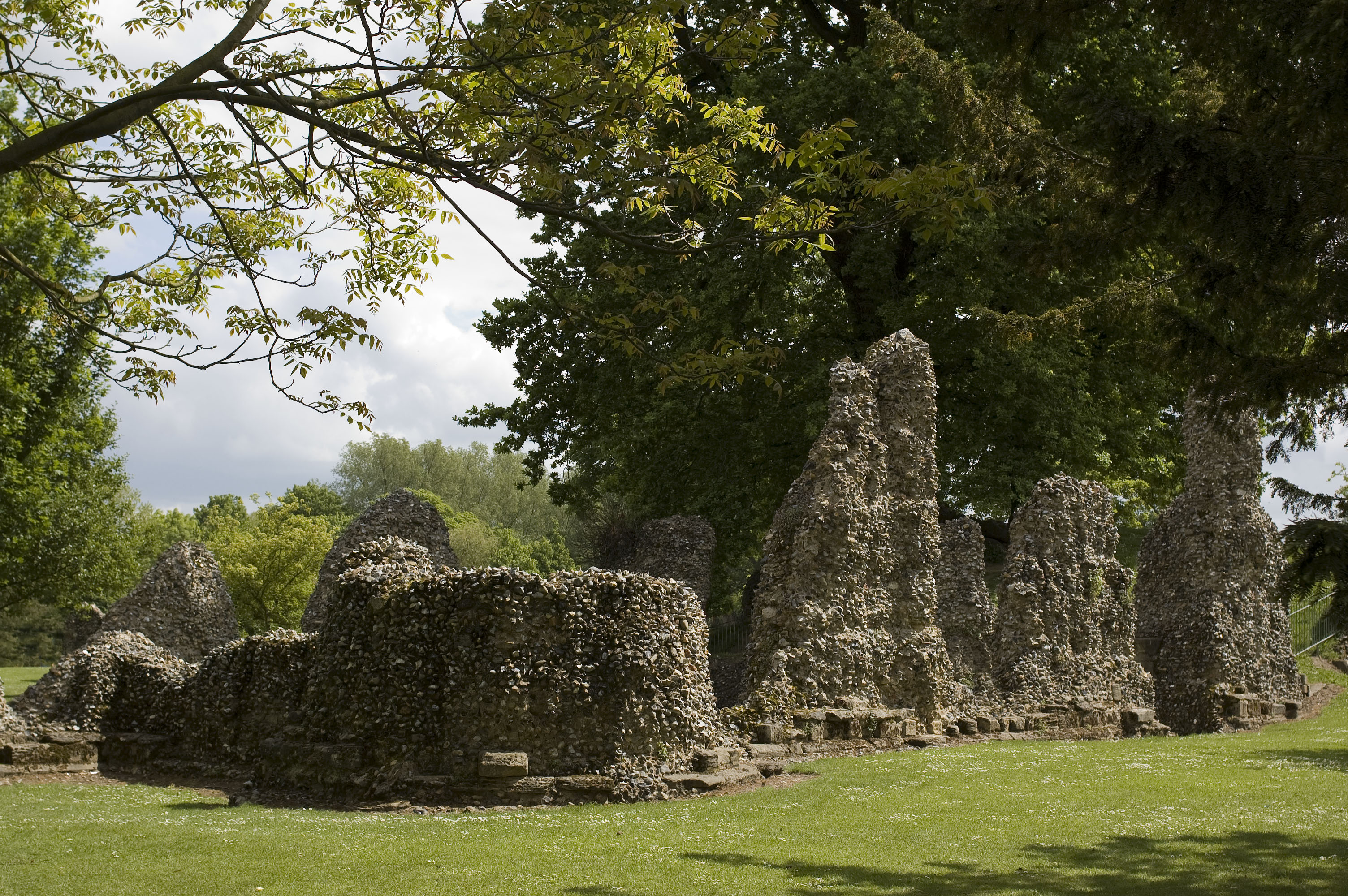
As ruínas da abadia, Bury St Edmunds

No início do século X, quando as relíquias do rei mártir Santo Edmundo foram transferidas de Hoxne para Beodricsworth, posteriormente conhecida como St Edmundsbury, o local já estava em uso religioso por quase três séculos. À pequena casa dos monges beneditinos que guardavam o santuário, as terras circunvizinhas foram concedidas em 1020, durante o reinado de Canuto, o Grande. Os monges foram apresentados à Abadia de São Bento sob os auspícios do Bispo de Elmham e Dunwich. Dois deles se tornaram os dois primeiros abades de Bury, Ufi, prior de Holme (falecido em 1044), que foi consagrado abade pelo bispo de Londres, e Leostano (1044–65). Após a morte de Leostano, o rei nomeou seu médico Balduíno para a abadia (1065–97). Balduíno reconstruiu a igreja e lá reenterrou o corpo de Santo Edmundo com grande cerimônia em 1095. O culto tornou a abadia ricamente dotada um destino popular para peregrinações.

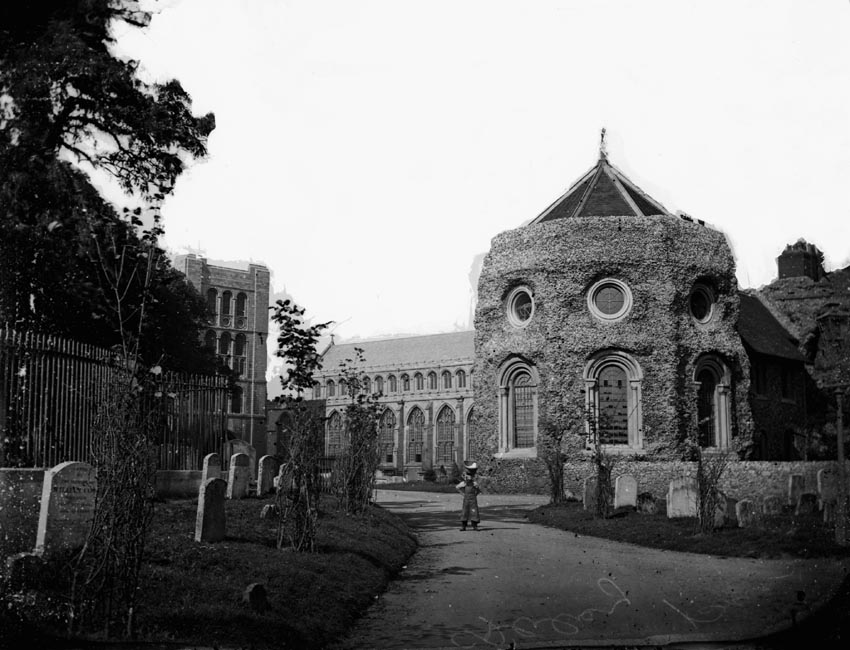
Vista do cemitério e (da esquerda para a direita) da torre normanda, da Igreja de St James e da Torre da Abadia, c. 1920

Em 18 de outubro de 1327, um grupo de monges entrou na igreja paroquial local. Eles jogaram fora seus hábitos, revelando que vestiam armaduras por baixo e fizeram vários reféns. O povo pediu a libertação dos reféns: mas os monges atiraram objetos neles, matando alguns. Em resposta, os cidadãos juraram lutar contra a abadia até a morte. Eles incluíam um pároco e 28 capelães. Eles queimaram os portões e capturaram a abadia.
Em 1345, uma comissão especial constatou que os monges não usavam hábitos nem viviam no mosteiro. Já confrontada com considerável tensão financeira, a abadia entrou em declínio durante a primeira metade do século XV. Em 1431, a torre oeste da igreja da abadia desabou. Dois anos depois, Henrique VI mudou-se para residência na abadia para o Natal e ainda desfrutava da hospitalidade monástica quatro meses depois. Mais problemas surgiram em 1447, quando o duque de Gloucester morreu em circunstâncias suspeitas após sua prisão, e em 1465 toda a igreja foi queimada por um incêndio acidental. Em grande parte reconstruída em 1506, a abadia de Bury St Edmunds estabeleceu uma existência mais tranquila até a dissolução em 1539. Subsequentemente despojada de todos os materiais de construção e artefatos valiosos, as ruínas do templo foram deixadas como uma pedreira conveniente para os construtores locais. Uma coleção de crânios de lobo foi descoberta no local em 1848.

## Jardins da Abadia
Os Jardins da Abadia são propriedade do St Edmundsbury Borough Council e administrados pelo conselho em conjunto com o English Heritage. As ruínas da abadia encontram-se dentro do parque. Um grupo de amigos apoia a manutenção e melhorias dos jardins.
Os Jardins da Abadia ao redor das ruínas tinha um "banco de Internet" instalada em 2001, que as pessoas podiam usar para conectar laptops à internet. Foi o primeiro banco desse tipo. Existe um jardim sensorial para deficientes visuais.

## Sepultados
- Jurmin
- Edmundo, o Mártir

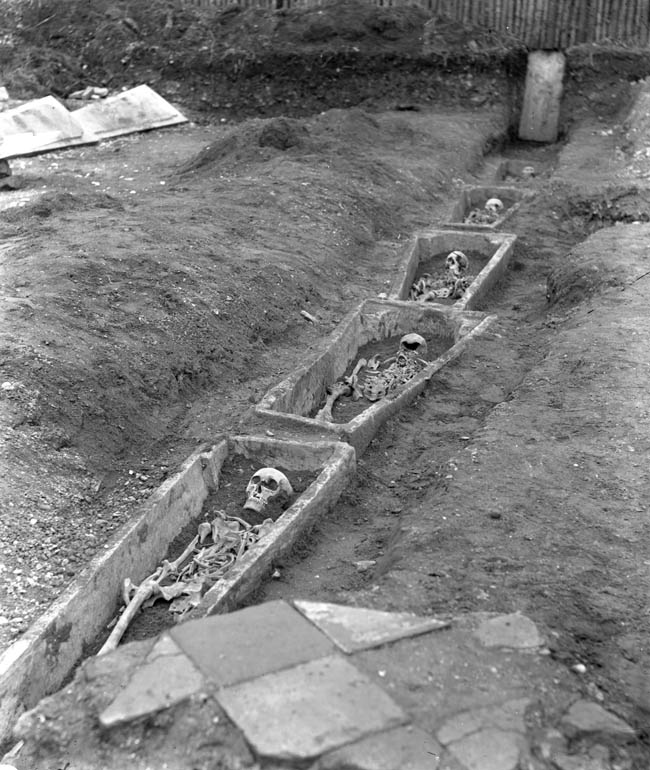
Túmulos de abades da abadia, 1903 (de frente para trás): Edmundo de Walpole (1248–1256); Henrique de Rushbrooke (1235–1248); Ricardo da Ilha de Ely (1229–1234); Samson (1182–1211); e Ording (1148–1157).

- Alano, o Vermelho (m. 1093) foi enterrado primeiro do lado de fora da porta sul, depois reenterrado dentro da igreja da abadia.
- Tomás de Brotherton (m. 1338) conde de Norfolk, Conde Marechal da Inglaterra, filho de Rei Eduardo I e Margarida da França, enterrado no coro.
- Princesa Maria Tudor (m. 1533), cujos restos mortais foram removidos para a vizinha Igreja de Santa Maria após a Dissolução, cinco anos depois.

No final do século XIX, um manuscrito descoberto em Douai, França, revelou o local do sepultamento de dezoito abades da abadia. O antiquário e autor M. R. James, uma autoridade na história da Abadia, publicou um relato que fez uso extensivo do Registro de Douai. Ele supervisionou uma escavação no local e, no dia de Ano Novo de 1903, os caixões e os restos mortais de cinco abades foram mostrados ao público.

## Arrendatários de bens e alimentos
Ver corrody na Wikipédia em inglês:
- (−1511) Hugo Denys de Osterley (m.1511), Camareiro para o Assento do Rei Henrique VII.[13]
- (1511-) Guilherme Gower, Camareiro da Câmara para Henrique VIII.[14]